# Orgedeuil
Orgedeuil (Orjaduelh en occitan) est une commune du Sud-Ouest de la France, située dans le département de la Charente (région Nouvelle-Aquitaine).

## Géographie

### Localisation et accès
Orgedeuil est une commune de l'est de la Charente située à 2 km au nord de Montbron et 26 km à l'est d'Angoulême.
Orgedeuil est aussi à 10 km au sud-est de La Rochefoucauld, 11 km au sud-est de Montembœuf et 15 km au sud de Chasseneuil.
À l'écart des routes importantes, la commune est entourée par les routes de Montbron à Angoulême (D 699) et de Montbron à La Rochefoucauld (D 6) au sud, la route de Montbron à Confolens (D 16) à l'est, et la route de La Rochefoucauld à Rochechouart (D 13) au nord. La D 110, route entre Saint-Sornin et Mazerolles passe sur la crête du massif de l'Arbre, à 1,5 km nord-ouest du bourg, pour rejoindre la D 13 au nord. La D 62 de Montbron à Chasseneuil dessert le bourg, et monte pour traverser la D 110.

### Hameaux et lieux-dits
La commune ne comporte pas de hameaux mais de nombreuses fermes et lieux-dits : la Ribe, Labrousse, les Rivailles au nord, Peyrou à l'ouest, Fontéchavade et Écossas au sud.

### Communes limitrophes
| Yvrac-et-Malleyrand |           | Mazerolles |
| Saint-Sornin        | Orgedeuil |            |
|                     |           | Montbron   |

### Géologie et relief
Orgedeuil est située sur le flanc sud du Massif de l'Arbre, premier contrefort ouest du Massif central.
La terre rouge de la commune, composée d'argile à silex ou altérite, a fait tourner quelques petites tuileries et mines de fer. Le substrat est toutefois du Jurassique inférieur, Hettangien à Sinémurien,,
.
Le point culminant de la commune, 324 m, est situé au nord à la Ribe en limite avec la commune de Mazerolles, sur la crête de cette avancée du massif qui se prolonge au sud-ouest sur toute la commune (altitude 290 m à Peyrou), et de laquelle on a un panorama autant au nord qu'au sud.
Le point le plus bas est à 113 m, situé en limite sud le long du ruisseau de la Touille. Le bourg est à environ 160 m d'altitude.

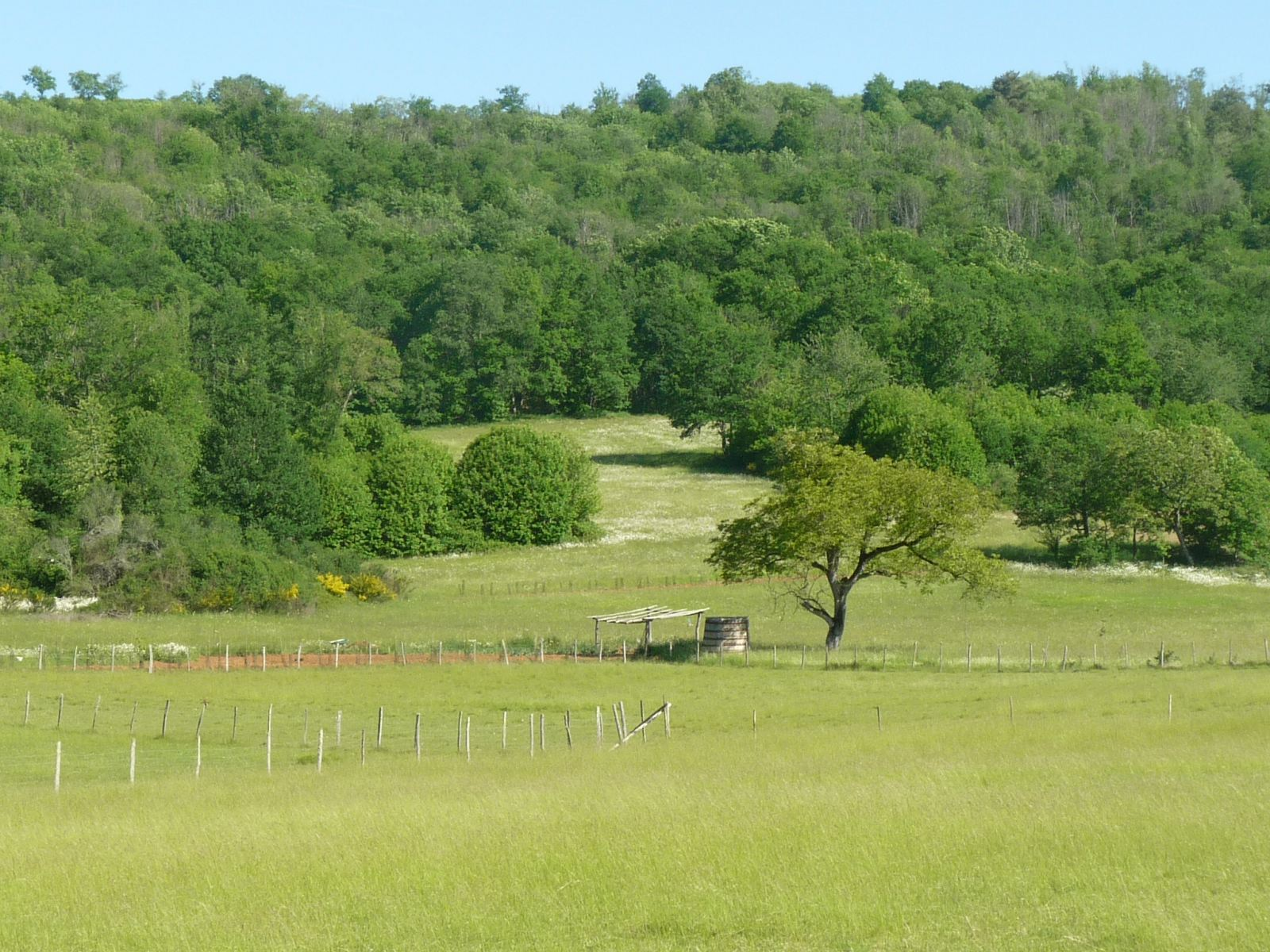
Massif de l'Arbre près de Fontéchevade.
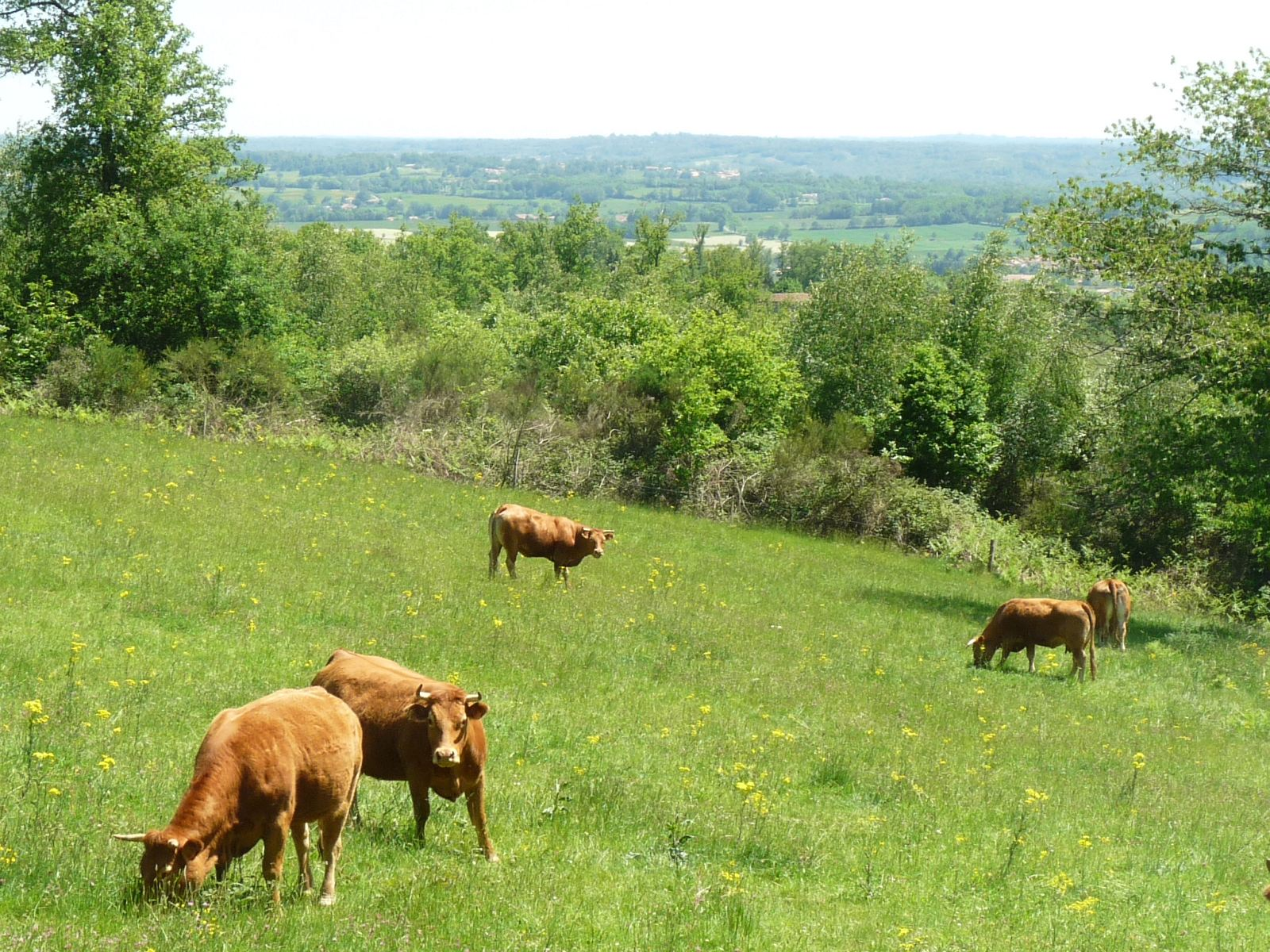
Panorama depuis la D 110.

### Hydrographie

#### Réseau hydrographique

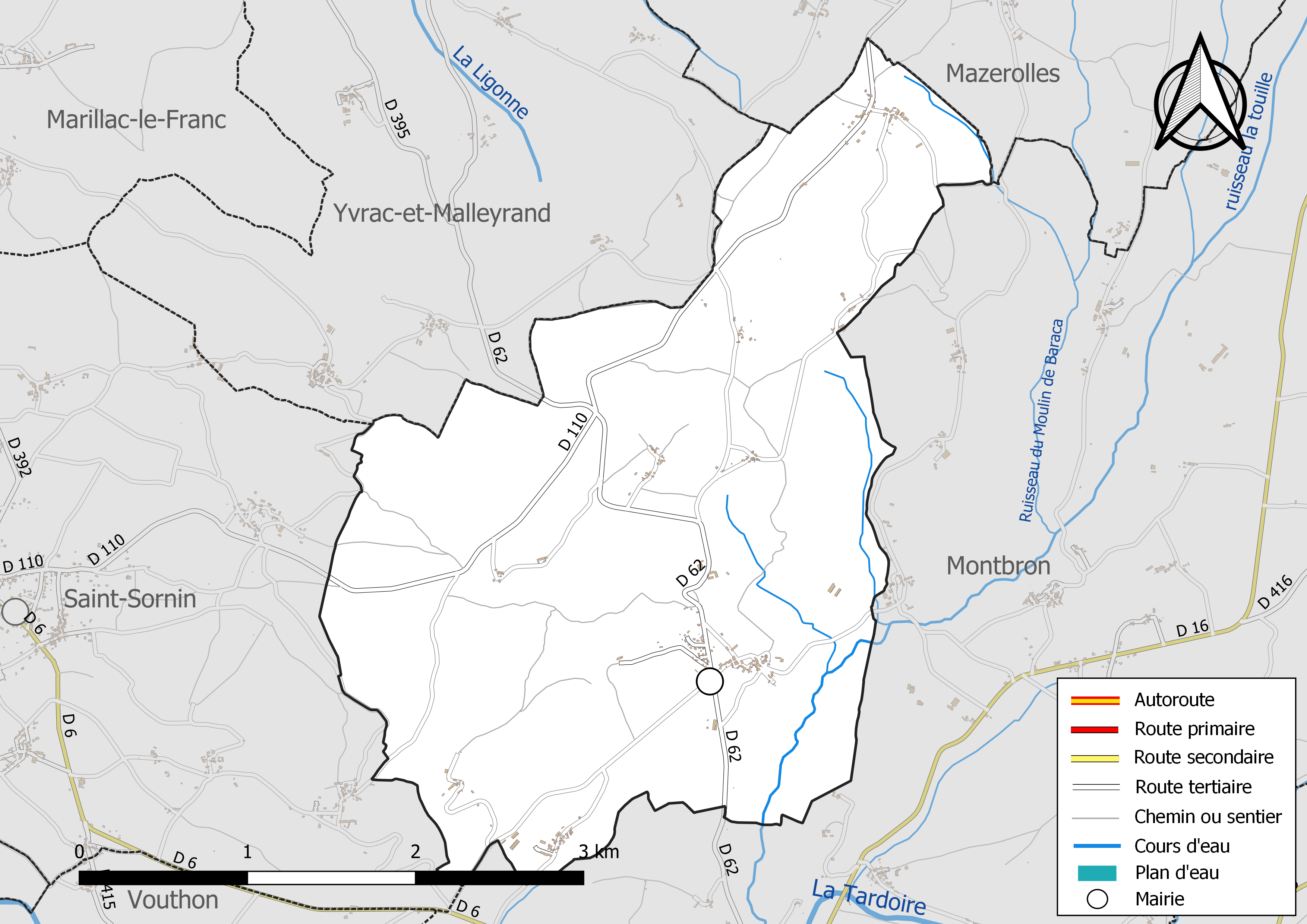
Réseaux hydrographique et routier d'Orgedeuil.

La commune est située dans le bassin versant de la Charente au sein du Bassin Adour-Garonne. Elle est drainée par le ruisseau la touille et par divers petits cours d'eau, qui constituent un réseau hydrographique de 5 km de longueur totale,.
Orgedeuil se trouve sur la rive droite de la Tardoire, bien que cette rivière ne passe pas sur la commune. La Touille, ruisseau affluent de la Tardoire descendant du massif de l'Arbre, passe au sud-est du bourg.

#### Gestion des eaux
Le territoire communal est couvert par le schéma d'aménagement et de gestion des eaux (SAGE) « Charente ». Ce document de planification, dont le territoire correspond au bassin de la Charente, d'une superficie de 9 300 km2, a été approuvé le 19 novembre 2019. La structure porteuse de l'élaboration et de la mise en œuvre est l'établissement public territorial de bassin Charente. Il définit sur son territoire les objectifs généraux d’utilisation, de mise en valeur et de protection quantitative et qualitative des ressources en eau superficielle et souterraine, en respect des objectifs de qualité définis dans le troisième SDAGE  du Bassin Adour-Garonne qui couvre la période 2022-2027, approuvé le 10 mars 2022.

### Climat
Comme dans les trois quarts sud et ouest du département, le climat est océanique aquitain, légèrement dégradé car la commune se situe aux abords de la Charente limousine, principalement sur le massif de l'Arbre qui reçoit les précipitations venant d'ouest.

### Végétation
Le territoire de la commune est assez boisé, principalement des châtaigniers en taillis.

## Urbanisme

### Typologie
Au 1er janvier 2024, Orgedeuil est catégorisée commune rurale à habitat très dispersé, selon la nouvelle grille communale de densité à 7 niveaux définie par l'Insee en 2022.
Elle est située hors unité urbaine. Par ailleurs la commune fait partie de l'aire d'attraction d'Angoulême, dont elle est une commune de la couronne,. Cette aire, qui regroupe 94 communes, est catégorisée dans les aires de 50 000 à moins de 200 000 habitants,.

### Occupation des sols
L'occupation des sols de la commune, telle qu'elle ressort de la base de données européenne d’occupation biophysique des sols Corine Land Cover (CLC), est marquée par l'importance des territoires agricoles (50,4 % en 2018), en augmentation par rapport à 1990 (49,4 %). La répartition détaillée en 2018 est la suivante : 
forêts (49,6 %), prairies (40,3 %), zones agricoles hétérogènes (9 %), terres arables (1,1 %). L'évolution de l’occupation des sols de la commune et de ses infrastructures peut être observée sur les différentes représentations cartographiques du territoire : la carte de Cassini (XVIIIe siècle), la carte d'état-major (1820-1866) et les cartes ou photos aériennes de l'IGN pour la période actuelle (1950 à aujourd'hui).

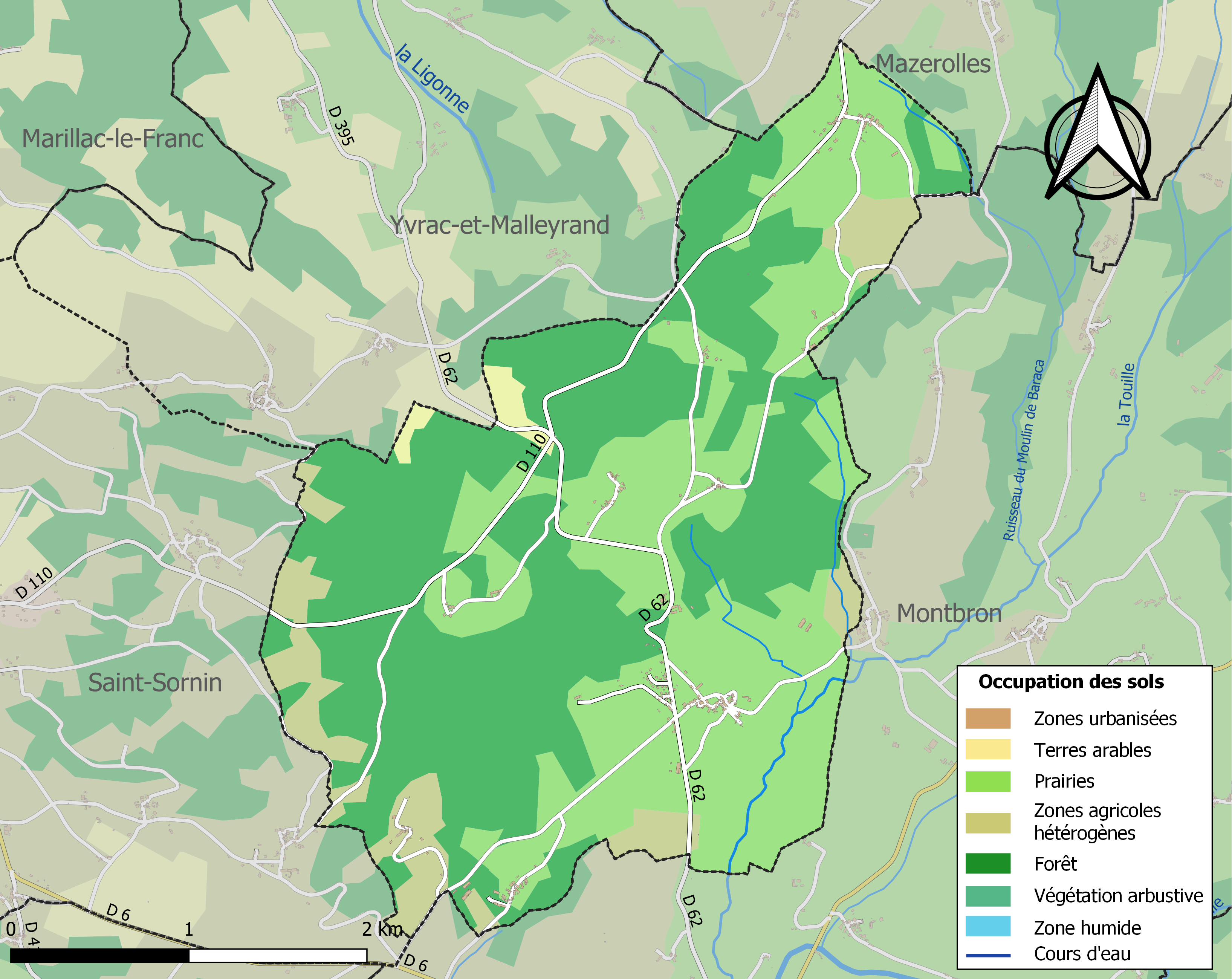
Carte des infrastructures et de l'occupation des sols de la commune en 2018 (CLC).

### Risques majeurs
Le territoire de la commune d'Orgedeuil est vulnérable à différents aléas naturels : météorologiques (tempête, orage, neige, grand froid, canicule ou sécheresse) et séisme (sismicité faible). Un site publié par le BRGM permet d'évaluer simplement et rapidement les risques d'un bien localisé soit par son adresse soit par le numéro de sa parcelle.

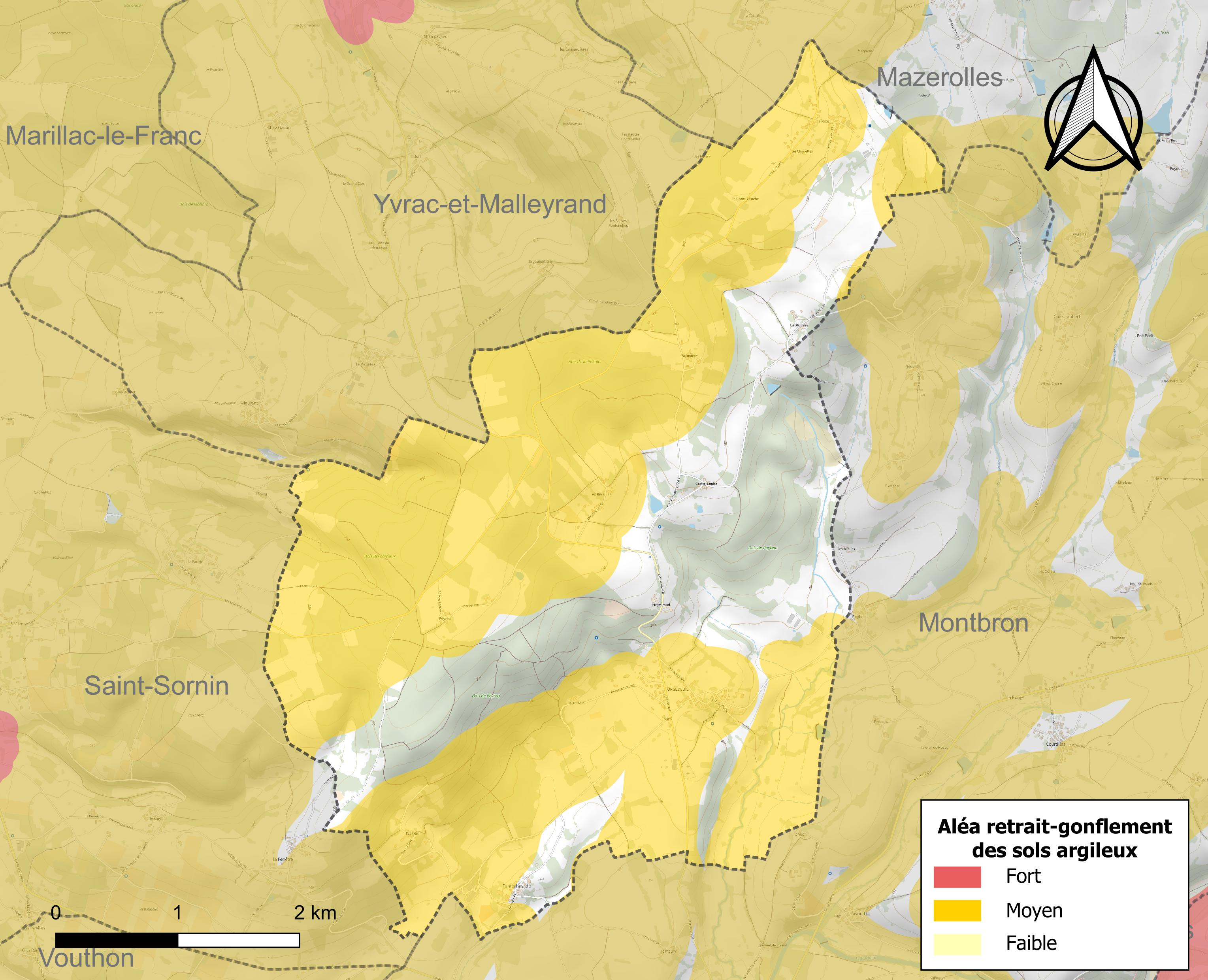
Carte des zones d'aléa retrait-gonflement des sols argileux d'Orgedeuil.

Le retrait-gonflement des sols argileux est susceptible d'engendrer des dommages importants aux bâtiments en cas d’alternance de périodes de sécheresse et de pluie. 68,1 % de la superficie communale est en aléa moyen ou fort (67,4 % au niveau départemental et 48,5 % au niveau national). Sur les 138 bâtiments dénombrés sur la commune en 2019,  108 sont en aléa moyen ou fort, soit 78 %, à comparer aux 81 % au niveau départemental et 54 % au niveau national. Une cartographie de l'exposition du territoire national au retrait gonflement des sols argileux est disponible sur le site du BRGM,.
Par ailleurs, afin de mieux appréhender le risque d’affaissement de terrain, l'inventaire national des cavités souterraines permet de localiser celles situées sur la commune.
La commune a été reconnue en état de catastrophe naturelle au titre des dommages causés par les inondations et coulées de boue survenues en 1982, 1983 et 1999. Concernant les mouvements de terrains, la commune a été reconnue en état de catastrophe naturelle au titre des dommages causés par la sécheresse en 2011 et par des mouvements de terrain en 1999.

## Toponymie
Les formes anciennes sont Orgadolio en 1312, Orgedolio, Ergadolio au XIIIe ou XIVe siècle.
L'origine du nom d'Orgedeuil remonterait à un nom de personne gaulois Orgetos auquel est apposé le suffixe gaulois -ialo qui signifie champ ou clairière, ce qui correspondrait à Orgetoialos, « clairière d'Orgetos »,.
Selon Xavier Delamare, linguiste pour sa part celtisant, orgeto signifie « tueur ». Orgedeuil signifierait donc quelque chose comme « la clairiere du tueur ».

### Dialecte
La commune est dans la partie occitane de la Charente qui en occupe le tiers oriental, et le dialecte est limousin. 
Elle se nomme Orjaduelh en occitan.
Peyrou signifie « pierreux » en occitan (peirós [pej'ru]).

## Histoire
La voie antique Angoulême-Limoges, appelée aussi le chemin des Anglais, traverse l'ouest et le nord de la commune. Elle monte de Vilhonneur et Saint-Sornin par Peyrou, puis longe la crête (D 110) pour passer près de la Ribe puis sur Mazerolles, où il y avait un ancien poste d'observation,.
Dans le bourg on a retrouvé au XIXe siècle quelques vestiges de villa romaine, muraille et mosaïque, ainsi qu'à Peyrou.
A Peyrou, on a aussi retrouvé les restes d'une église (sculptures) qui serait un ancien prieuré.
La famille de Mascureau est seigneur de Puymiraud au XVe siècle.
Les registres de l'état civil remontent à 1615.
Près de l'église coule une petite fontaine, où jusqu'au début du XXe siècle l'on venait laver les enfants malades le jour de la Saint-Marc.

## Administration

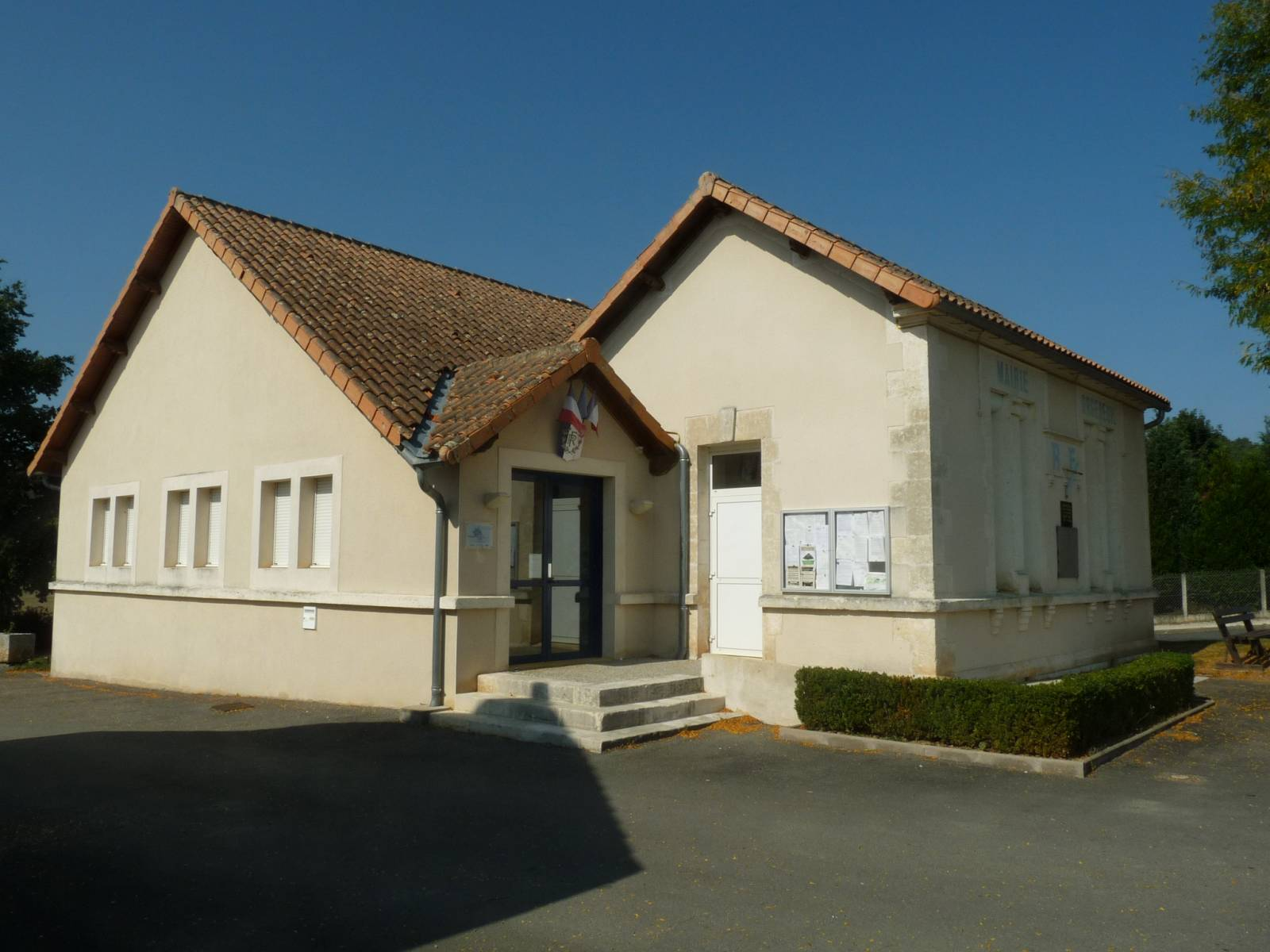
La mairie d'Orgedeuil.

| Période                                  | Période  | Identité    | Étiquette | Qualité  |
| ---------------------------------------- | -------- | ----------- | --------- | -------- |
| Les données manquantes sont à compléter. |          |             |           |          |
| depuis 2001                              | En cours | Guy Bernard | SE        | Retraité |

## Démographie

### Évolution démographique
L'évolution du nombre d'habitants est connue à travers les recensements de la population effectués dans la commune depuis 1793. Pour les communes de moins de 10 000 habitants, une enquête de recensement portant sur toute la population est réalisée tous les cinq ans, les populations de référence des années intermédiaires étant quant à elles estimées par interpolation ou extrapolation. Pour la commune, le premier recensement exhaustif entrant dans le cadre du nouveau dispositif a été réalisé en 2005.

En 2022, la commune comptait 208 habitants, en évolution de −8,77 % par rapport à 2016 (Charente : −0,48 %, France hors Mayotte : +2,11 %).
| 1793 | 1800 | 1806 | 1821 | 1831 | 1841 | 1846 | 1851 | 1856 |
| ---- | ---- | ---- | ---- | ---- | ---- | ---- | ---- | ---- |
| 425  | 421  | 441  | 523  | 505  | 564  | 532  | 553  | 520  |

| 1861 | 1866 | 1872 | 1876 | 1881 | 1886 | 1891 | 1896 | 1901 |
| ---- | ---- | ---- | ---- | ---- | ---- | ---- | ---- | ---- |
| 502  | 503  | 494  | 513  | 475  | 504  | 446  | 433  | 416  |

| 1906 | 1911 | 1921 | 1926 | 1931 | 1936 | 1946 | 1954 | 1962 |
| ---- | ---- | ---- | ---- | ---- | ---- | ---- | ---- | ---- |
| 392  | 374  | 326  | 275  | 255  | 253  | 261  | 230  | 284  |

| 1968 | 1975 | 1982 | 1990 | 1999 | 2005 | 2006 | 2010 | 2015 |
| ---- | ---- | ---- | ---- | ---- | ---- | ---- | ---- | ---- |
| 244  | 213  | 207  | 245  | 206  | 207  | 216  | 230  | 227  |

| 2020 | 2022 | - | - | - | - | - | - | - |
| ---- | ---- | - | - | - | - | - | - | - |
| 216  | 208  | - | - | - | - | - | - | - |

En 2008, Orgedeuil comptait 222 habitants  (soit une augmentation de 7,2 % par rapport à 1999). La commune occupait le 25 816e rang au niveau national, alors qu'elle était au 25 630e en 1999, et le 293e au niveau départemental sur 404 communes.

### Pyramide des âges
La population de la commune est relativement âgée.
En 2018, le taux de personnes d'un âge inférieur à 30 ans s'élève à 19,9 %, soit en dessous de la moyenne départementale (30,2 %). À l'inverse, le taux de personnes d'âge supérieur à 60 ans est de 44,4 % la même année, alors qu'il est de 32,3 % au niveau départemental.
En 2018, la commune comptait 118 hommes pour 107 femmes, soit un taux de 52,44 % d'hommes, largement supérieur au taux départemental (48,41 %).
Les pyramides des âges de la commune et du département s'établissent comme suit.
| Hommes | Classe d’âge | Femmes |
| ------ | ------------ | ------ |
| 0,9    | 90 ou +      | 2,9    |
| 16,8   | 75-89 ans    | 21,4   |
| 26,5   | 60-74 ans    | 20,4   |
| 21,2   | 45-59 ans    | 25,2   |
| 12,4   | 30-44 ans    | 12,6   |
| 14,2   | 15-29 ans    | 7,8    |
| 8,0    | 0-14 ans     | 9,7    |

| Hommes | Classe d’âge | Femmes |
| ------ | ------------ | ------ |
| 1      | 90 ou +      | 2,7    |
| 9,2    | 75-89 ans    | 12     |
| 20,6   | 60-74 ans    | 21,3   |
| 20,7   | 45-59 ans    | 20,3   |
| 16,8   | 30-44 ans    | 16     |
| 15,6   | 15-29 ans    | 13,4   |
| 16,1   | 0-14 ans     | 14,3   |

### Remarques
Orgedeuil absorbe Peyroux (15 habitants) entre 1795 et 1800.

## Équipements, services et vie locale

### Enseignement
Il n'y a pas d'école à Orgedeuil. Le secteur scolaire est Montbron.

## Lieux et monuments

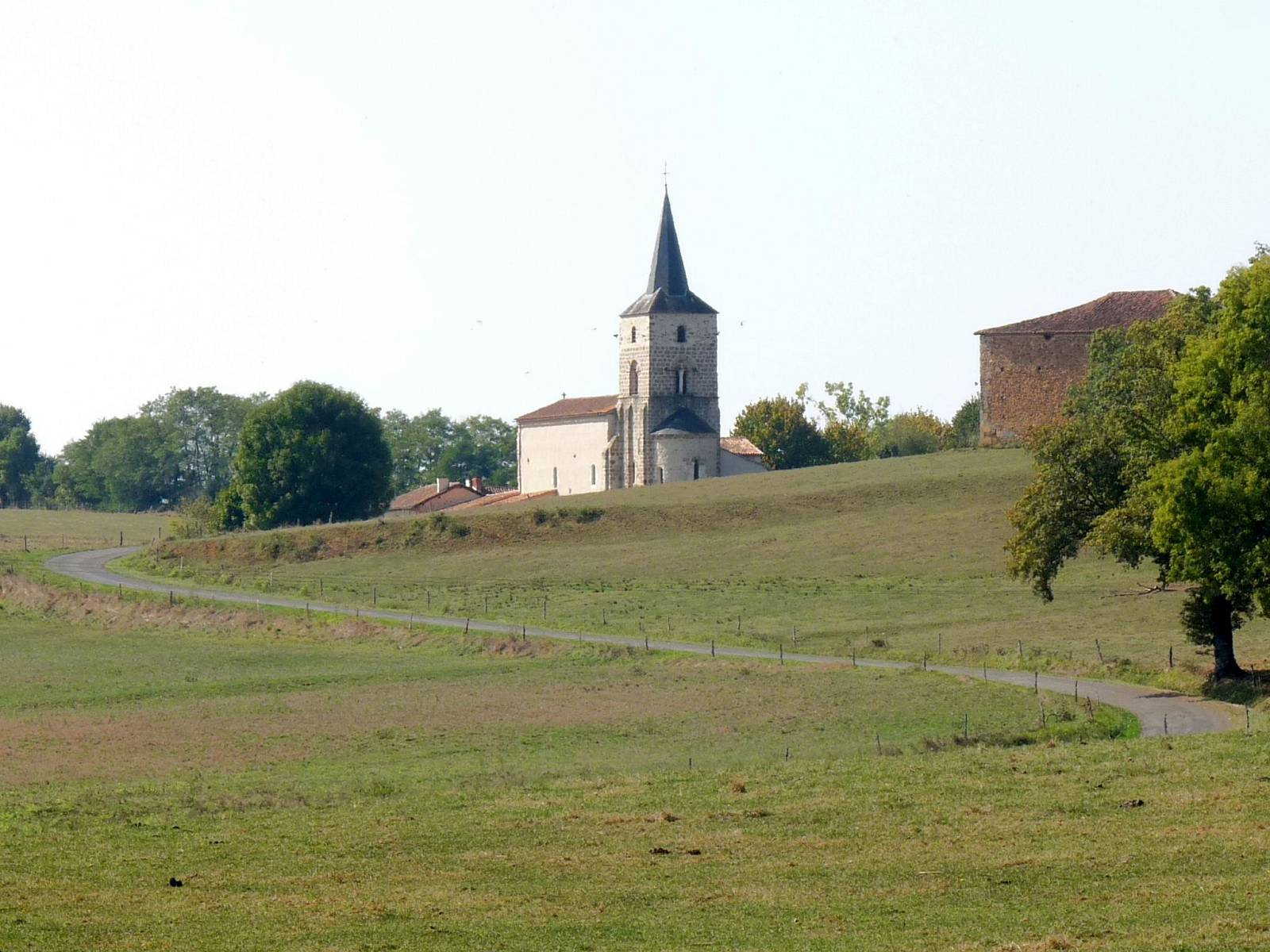
Orgedeuil vu de Puybon

- L'église était un des 13 archiprêtrés de l'Angoumois[37]. On y trouve un sanctuaire d'époque carolingienne[38].
- La commune possède aussi dix beaux lavoirs[39].
- Le GR4 de Royan à Grasse traverse le sud de la commune.